# Achmühle (Eurasburg)
Achmühle ist ein Gemeindeteil der oberbayerischen Gemeinde Eurasburg im Landkreis Bad Tölz-Wolfratshausen.
Das Dorf liegt am Westhang des Loisachtals  auf der Gemarkung Degerndorf in der Nordspitze des Gemeindegebiets zwischen der Gemeindegrenze im Westen und Norden und der Staatsstraße 2370 im Osten.
Im Zuge der Gebietsreform in Bayern wurde die Gemeinde Degerndorf 1978 aufgelöst und fast vollständig nach Münsing eingegliedert, Achmühle kam zur Gemeinde Eurasburg.